# Solo (EP)
Solo é o segundo extended play (EP) e primeiro visual da artista musical brasileira Anitta. O projeto é triplo e traz Anitta se apresentando em três idiomas com lançamento simultâneo de três vídeos.

## Lista de faixas
| N.º            | Título                | Compositor(es)                                                                            | Duração |  |
| 1.             | "Veneno"              | Anitta Camilo Echeverry Marcos Masis Eduardo Vargas                                       | 2:38    |  |
| 2.             | "Não Perco Meu Tempo" | Anitta Mãozinha Iad Aslan Pedro Dash Marcelo Ferraz Juan Frias Gabi Day Limns Dan Valbusa | 2:56    |  |
| 3.             | "Goals"               | Pharrell Williams                                                                         | 3:32    |  |
| Duração total: | Duração total:        | Duração total:                                                                            | 09:07   |  |